# Varanus doreanus
Varanus doreanus — вид ящірок родини Варанові (Varanidae). 

## Поширення
Вид зустрічається на острові Нова Британія, на островах Бісмарка та в Австралії на півострові Кейп-Йорк.

## Опис
Тіло може сягати завдовжки 135 см. Луска на шиї гладенька та овальна. Тіло сіро-синього забарвлення.